# Сенат Монтаны
Сенат штата Монтана является верхней палатой законодательного собрания штата Монтана, законодательной ветви власти американского штата Монтана. Сенат состоит из 50 сенаторов, избираемых на четыре года. Половина сената переизбирается каждые два года.

## Состав
| Принадлежность                   | Партия (заштрихована — доминирующая фракция) | Партия (заштрихована — доминирующая фракция) | всего |          |
| -------------------------------- | -------------------------------------------- | -------------------------------------------- | ----- | -------- |
| Принадлежность                   |                                              |                                              | всего |          |
| Принадлежность                   | Республиканцы                                | Демократы                                    | всего | свободно |
| 2019–2020                        | 30                                           | 20                                           | 50    | 0        |
| 2021–2022                        | 31                                           | 19                                           | 50    | 0        |
| 2023–2024                        | 34                                           | 16                                           | 50    | 0        |
| 2025–2026                        | 32                                           | 18                                           | 50    | 0        |
| По итогам последнего голосования | 64%                                          | 36%                                          |       |          |

### Члены сената штата Монтана
В Монтане сенаторы штата избираются на два четырёхлетних срока (8 лет) в течение любого 16-летнего периода.

## Внешние ссылки
- Montana State Legislature
- Leadership of the 60th Montana Legislature
- State Senate of Montana from Project Vote Smart